# دامفریس
Demonymدامفریسlatitudeدامفریسlongitudeدامفریس
دامفریس (به انگلیسی: Dumfries) یک شهرک در اسکاتلند است که در دامفریس و گالووی واقع شده‌است.

## خصوصیات
دامفریس ۴۳٬۶۰۰ نفر جمعیت دارد.

## خواهرخوانده
شهر پاساو خواهرخواندهٔ دامفریس هست.